# Батог, Сергей Александрович
Сергей Александрович Батог — генерал-лейтенант Русской императорской армии.

## Биография
Окончил 3-военное Александровское училище и Александровскую военно-юридическую академию по 1-му разряду. Был направлен в 49-й пехотный Брестский полк. Полковник (1899). Генерал-майор (1907). Военный судья Одесского военного-окружного суда (1908—1912). Военный прокурор Киевского военного-окружного суда (1912—1913).
Участник Первой мировой войны. Полевой прокурор. Входил в следственную комиссию Юго-Западного фронта, назначенную Иорданским по делу соучастников генерала Л. Г. Корнилова.